# Чико Ланди
Чико Ланди (на португалски: Chico Landi) е бивш испански пилот от Формула 1. Роден на 14 юли 1907 година в Сао Пауло, Бразилия.

## Формула 1
Чико Ланди прави своя дебют във Формула 1 в Голямата награда на Италия през 1951 година. В световния шампионат записва 6 участия като печели една и полувина точки, състезава се с частни автомобили на Мазерати и Ферари.